# Abcyksymab
Abcyksymab, abciksimab (wcześniej znany jako c7E3 Fab; ATC: B01 AC 13) – lek przeciwpłytkowy będący fragmentem Fab chimerycznego monoklonalnego przeciwciała 7E3, skierowanego przeciwko receptorom GP IIb/IIIa znajdującym się na płytkach krwi. Receptory GP IIb/IIIa są częścią receptorów adhezyjnych z rodziny integryn i głównymi receptorami powierzchniowymi odgrywającymi rolę w zjawisku agregacji płytek. Abcyksymab wiążąc się z receptorami GP IIb/IIIa hamuje agregację przez uniemożliwienie związania do receptorów fibrynogenu, czynnika von Willebranda i innych cząsteczek adhezyjnych.
Jednorazowa dawka leku powoduje przejściowe zahamowanie czynności przynajmniej 80% receptorów płytek. Wlew ciągły umożliwia przedłużone działanie przeciwpłytkowe.

## Wskazania do stosowania
Abcyksymab stosuje się pomocniczo w skojarzeniu z heparyną i kwasem acetylosalicylowym w:
- świeżym zawale serca do 12 godzin od początku objawów
- zawale bez załamka Q
- podczas przezskórnych zabiegów na naczyniach wieńcowych (angioplastyka, aterektomia, implantacja stentu) w celu zapobieżenia sercowym powikłaniom niedokrwiennym u chorych z dużym ryzykiem nagłej niedrożności naczyń wieńcowych
- krótkotrwałe (1 miesiąc) zmniejszenie ryzyka wystąpienia zawału serca u pacjentów z niestabilną chorobą wieńcową, niereagujących na konwencjonalne leczenie i zakwalifikowanych do przezskórnych zabiegów na naczyniach wieńcowych.

## Przeciwwskazania
- nadwrażliwość na abcyksymab, przeciwciała mysie lub papainę
- czynne krwawienie wewnętrzne
- udar mózgu w wywiadzie (ostatnie 2 lata)
- uraz lub zabieg chirurgiczny czaszki lub rdzenia (ostatnie 2 miesiące)
- nowotwór wewnątrzczaszkowy
- wady rozwojowe układu naczyniowego, tętniaki
- skaza krwotoczna
- ciężkie, niepoddające się leczeniu nadciśnienie tętnicze i retinopatia nadciśnieniowa
- trombocytopenia (poniżej 100×109/l)
- zapalenie naczyń
- ciężka niewydolność wątroby i niewydolność nerek
- leczenie doustnymi koagulantami przed upływem 7 dni
- jednoczesne stosowanie dekstranu przed lub w czasie przezskórnej interwencji wieńcowej.

## Środki ostrożności
1. Aby zapobiec krwotokom z przewodu pokarmowego, zaleca się podanie przed zabiegiem antagonisty receptora H2 lub płynnego środka neutralizującego sok żołądkowy; w razie potrzeby należy podać lek przeciwwymiotny.
2. Jeśli wystąpi hipowolemia, należy przywrócić objętość płynów krążących przez zastosowanie krystaloidów.
3. Przed podaniem należy zidentyfikować ewentualne zaburzenia krzepnięcia (określić liczbę płytek krwi, czas krzepnięcia po aktywacji, czas protrombinowy oraz APTT). Liczbę płytek należy monitorować przed podaniem, w czasie od 2 do 4 godzin po szybkim wstrzyknięciu, a następnie po 24 godzinach.
4. Należy unikać zbędnych nakłuć żył, tętnic lub wstrzyknięć domięśniowych, rutynowego cewnikowania pęcherza, intubacji, zakładania zgłębników nosowo-gardłowych oraz automatycznych mankietów ciśnieniowych.
5. Nie stosować w ciąży, jeśli nie jest to bezwzględnie konieczne. Nie stosować w okresie karmienia piersią.

## Interakcje
Należy zachować ostrożność przy jednoczesnym stosowaniu innych leków hamujących hemostazę, na przykład heparyny, doustnych leków przeciwzakrzepowych (warfaryny), leków trombolitycznych oraz antyagregacyjnych innych niż kwas acetylosalicylowy (m.in. dipirydamol, tiklopidyna lub dekstrany małocząsteczkowe). Jednoczesne podanie heparyny zwiększa ryzyko wystąpienia krwotoku. Nie opisywano niekorzystnych interakcji z powszechnie stosowanymi płynami infuzyjnymi, lekami stosowanymi w leczeniu choroby niedokrwiennej serca, zawału serca, nadciśnienia, jak warfaryna, leki β-adrenolityczne, antagonisty wapnia, inhibitory ACE oraz azotany (zarówno podawane doustnie, jak i dożylnie).

## Działania niepożądane
Podanie abcyksymabu może spowodować tworzenie ludzkich przeciwciał antychimerycznych (HACA), które mogą wywołać reakcję alergiczną lub reakcję nadwrażliwości, trombocytopenię. Pojawienie się przeciwciał HACA obserwowano u 5–6% pacjentów, którzy otrzymali preparat po raz pierwszy.
Ponadto często występuje:
- bradykardia
- nudności, wymioty
- gorączka
- ból w miejscu wkłucia, pleców, głowy, w klatce piersiowej
- niedociśnienie.

Niezbyt często lub rzadko pojawia się:
- krwotok wewnątrzczaszkowy
- tamponada serca
- zespół niewydolności oddechowej dorosłych
- krwotok płucny.

## Dawkowanie

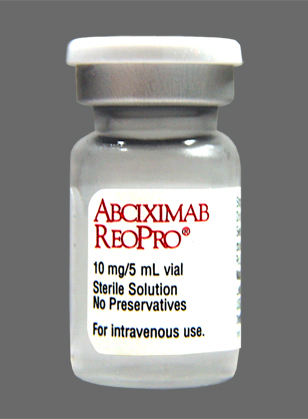
Fiolka zawierająca 10 mg abcyksymabu (ReoPro)

Lek może być stosowany jedynie pod specjalistyczną kontrolą lekarską i pielęgniarską. Należy zapewnić warunki umożliwiające przeprowadzenie laboratoryjnych badań układu krwiotwórczego oraz zastosowanie natychmiastowych przetoczeń krwi lub leków krwiopochodnych. Z uwagi na możliwość wystąpienia reakcji anafilaktycznej po podaniu leku, do natychmiastowego użycia należy mieć przygotowaną adrenalinę, dopaminę, teofilinę oraz leki przeciwhistaminowe i kortykosteroidy.
Zalecana dawka abcyksymabu u dorosłych wynosi 0,25 mg/kg masy ciała, podana dożylnie 10–60 minut przed rozpoczęciem zabiegu PTCA, a następnie w ciągłym wlewie dożylnym 10 μg/min przez 12 godzin przy użyciu pompy infuzyjnej; rozcieńczony w izotonicznym roztworze chlorku sodu lub 5% roztworze glukozy (4,5 ml leku w 250 ml roztworu podaje się przez 12 godzin z szybkością 17 ml/h, przez filtr apirogenny, jałowy, o porach 0,2 lub 0,22 μm).
Nie należy łączyć z innymi lekami w jednej linii infuzyjnej.

## Preparaty
- ReoPro[1] (Centocor B.V.) – roztwór do wstrzykiwań lub infuzji 2 mg/ml, fiolka 5 ml